# Малая Карповка (Владимирская область)
Малая Карповка — деревня в Гороховецком районе Владимирской области России, входит в состав Денисовского сельского поселения.

## География
Деревня расположена в 21 км на северо-восток от центра поселения посёлка Пролетарский и в 13 км на юго-запад от Гороховца. 

## История
По переписным книгам 1678 года деревня Карповка входила в состав Быстрицкого прихода и значилась за Ф. Митьковым, в ней был двор помещиков, 3 двора крестьянских и 4 бобыльских. 
В XIX — первой четверти XX века деревня входила в состав Кожинской волости Гороховецкого уезда, с 1926 года — в составе Гороховецкой волости Вязниковского уезда. В 1859 году в деревне числилось 12 дворов, в 1905 году — 14 дворов, в 1926 году — 10 дворов.
С 1929 года деревня входила в состав Гашкинского сельсовета Гороховецкого района, с 1940 года — в составе Чулковского сельсовета, с 2005 года в составе Денисовского сельского поселения.

## Население
| 1859 | 1905 | 1926 | 2002 | 2010 | 2021 |
| ---- | ---- | ---- | ---- | ---- | ---- |
| 26   | ↗73  | ↘45  | ↘1   | →1   | →1   |